# Gorno Nowo seło
Gorno Nowo seło (bułg. Горно Ново село) – wieś w południowej Bułgarii, w obwodzie Stara Zagora, w gminie Bratja Daskałowi. Według danych Narodowego Instytutu Statystycznego, 31 grudnia 2011 roku wieś liczyła 163 mieszkańców.